# 埃迪陨击坑
埃迪陨击坑(Eddie)是火星埃律西昂区的一座撞击坑，中心坐标位于北纬12.3度、西经217.9度处，直径89 公里，南非天文学家林赛·埃迪（1845年-1913年），1967年，被国际天文联合会批准接受。
撞击坑通常有一圈周围分布着喷射物的边缘，相比之下，火山口一般则没有边缘或喷射沉积物。越大的陨坑（直径大于10公里）常会有一座中心峰，这种中央峰是因撞击后坑底反弹所形成，含有从地表下隆起的物质。
2018年，洞察号火星着陆器 就降落在该陨坑的西南处。

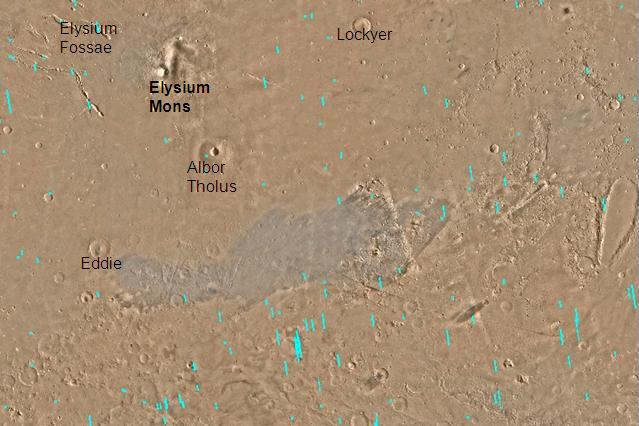
埃律西昂区地图，埃律西昂山和欧伯山是大型火山，埃迪陨石坑位于左下侧。
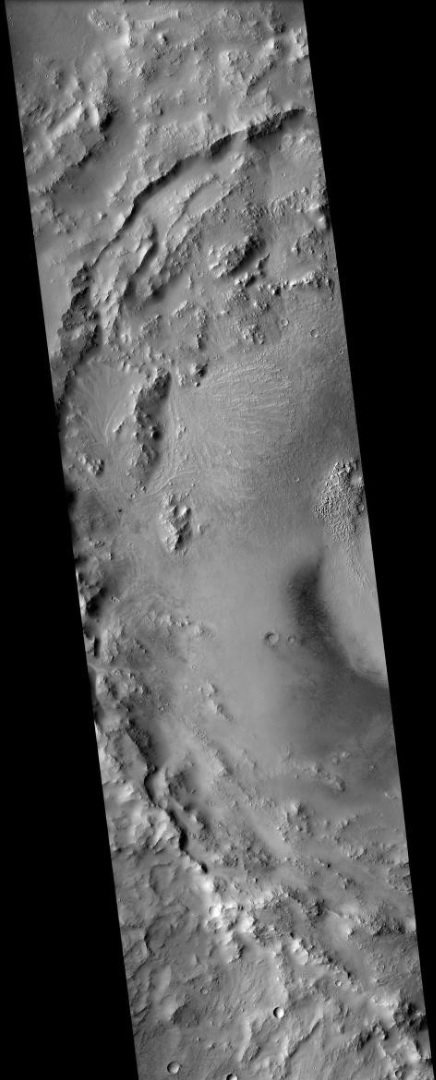
火星勘测轨道飞行器背景相机拍摄的埃迪陨击坑。
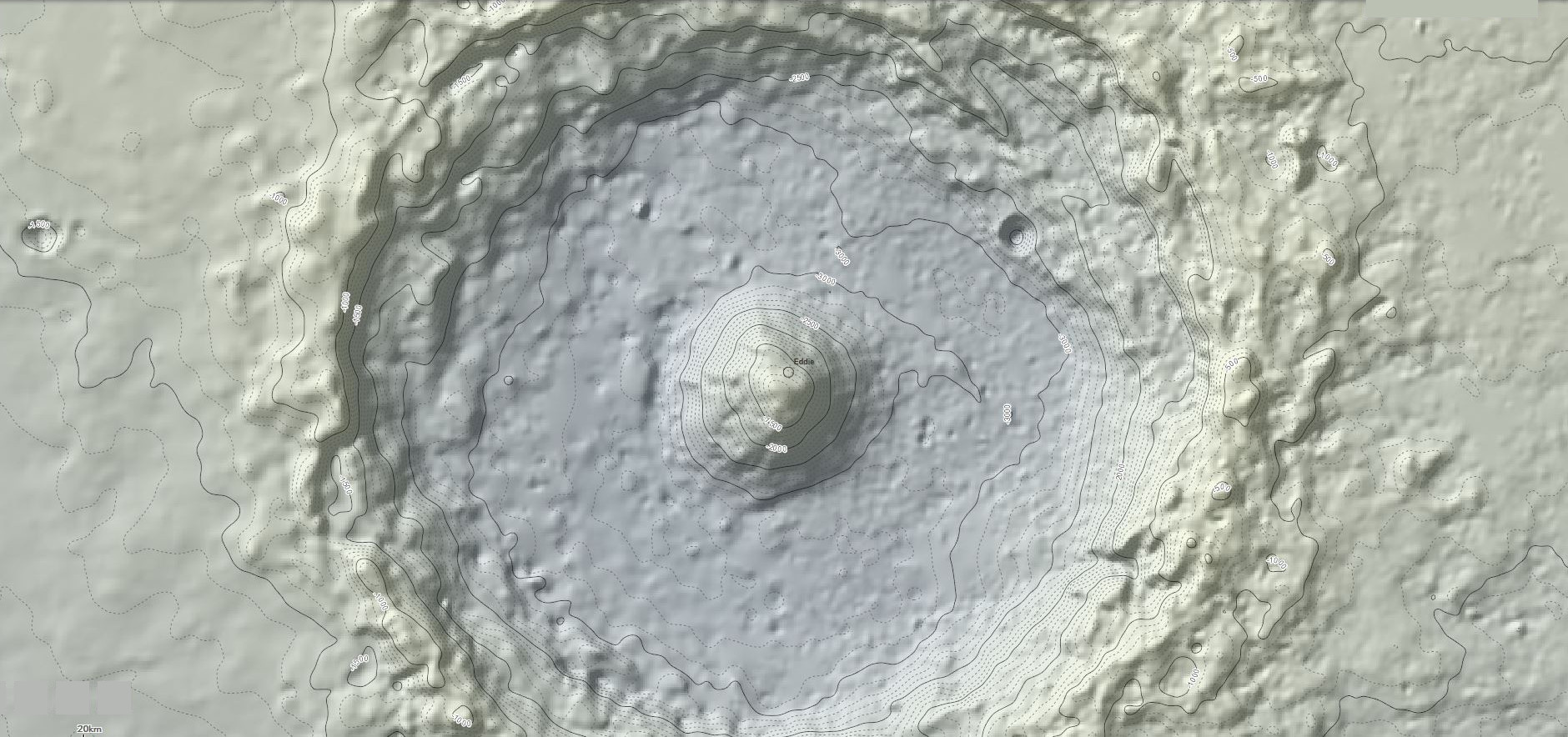
使用火星轨道器激光高度计数据绘制的地形图，该地图显示了埃迪陨击坑边缘和中央峰相对于火星基准面的高度。

## 另请查看
- 撞击坑
- 撞击事件
- 火星撞击坑
- 火星矿石资源
- 行星体系命名法
- 火星水文